# История на връзките с обществеността
Историята на връзките с обществеността (Пъблик рилейшънс, ПР) основно се заключава в периода от средата на 20 век до наши дни, но през цялата човешка история има свидетелства за аналогични отделни случаи и практики. Използването на комуникацията като средство за убеждаване и въздействие върху поведението на хората се открива още у древните народи.
Находка в Ирак датирана към 1800 г. пр.н.е. представлява фермерски бюлетин, който дава инструкции на фермерите как да вършат своята работа. В Древна Индия са открити описания на задълженията на царските шпиони. Гръцките философи също са разбирали значението на общественото мнение за постигане на целите и начинанията им. В политическия речник на римляните, както и в някои писмени документи от Средновековието, се срещат изрази, напомнящи за някои похвати от съвременния пиар. В Средновековна Англия такава роля са изпълнявали лица, натоварени да изградят доверие към кралската институция, да бъдат съвестта на краля и да кореспондират в отношенията между управниците и народа.

## 18 век: Предпоставки за началото на ПР в Америка
Историята на връзките с обществеността в Америка се свързва с борбата за власт между аристократите и търговците, конфликтът на търговците със собствениците, както и с кървавата гражданска война.
Използването на техники за манипулиране на общественото мнение започват да се използват още по време на борбите в Америка за отхвърляне на британското владичество, а също и от времето на Самюел Адамс и неговите отряди. Осъзнали силата на обществената подкрепа, те намират начини да се възползват от нея. За постигане на своите цели революционерите използват един по-нетрадиционен метод – организират събития по площадите с цел провокация и насочване на общественото мнение и изнасяне на проповеди, създават свои символи, разпространяват новини и сформирали нов тип политическа организация. Съществува тясна връзка между съвременния пъблик рилейшънс и иновациите, които са въвели Адамс и неговите последователи.
Следващият етап от развитието на ПР в Америка се свързва с имената – Александър Хамилтън, Джеймс Медисън, Джон Джей. Те са автори на 85 писма публикувани в книгата „Федералистът“ и в редица вестници в периода 1787-1788 г. Чрез тези писма, авторите призовават за по-бързо ратифициране на конституцията. Един историк по това време нарича тази кампания „първата национална политическа кампания на новата нация“. Бродъс Мичел (друг историк) пише, че това е „най-добрата ПР кампания позната в историята“.

## 19 век: Развитие и промени
Един от етапите на развитие на ПР води началото си от борбата за власт по време на движенията за политическа реформация. Тази борба играе ролята на катализатор на новата професия. За да се спечели политическа или икономическа власт, трябва първо да се спечели обществената подкрепа. Като отговор на нарастващата нужда от подкрепа на публиката и с въвеждането на нови технологии, започват да се развиват връзките с обществеността.
Първите публични президентски кампании, както и въвеждането на президентски прессекретариат, се случват по времето на Андрю Джаксън. В края на 20-те и началото на 30-те години на 19 век се поставя началото на безплатното образование. По този начин се засилва интересът на обикновения човек към политиката. След като хората получават възможността да определят политическата власт се появява и необходимостта от провеждане на кампании за спечелването на техните гласове. Новата демокрация дава властта в ръцете на масите. Последвалите борби за власт създават и пионера в ПР – Амос Кендал. Той е член от екипа на президента Джаксън, който се занимава и изучава общественото мнение, пише статии, работи като публицист и съветва президента. Кендал помага на Джаксън, чрез своите комуникаторски умения и усет да наложи своята политическа стратегия.
Историята и развитието на ПР се свързва и с борбите за власт и кризите, продиктувани от промените. Най-активното развитие на пъблик рилейшънс е по време на кризи – Първата световна война, Голямата депресия, Втората световна война, Студената война със Съветския съюз, войната срещу тероризма и конфликта със Саддам Хюсеин в Ирак.
Има множество теории за възникването на ПР. Една от тях е, че ПР е възникнал от пресагенция. Това, което днес се нарича пъблик рилейшънс, в самото си зараждане се е наричало пресагенция като основните цели на посланията са заселването на Запада и създаването на политически герои. За най-добрия пресагент от това време е смятан Финиъс Барнъм. Той живее от 1810 – 1891 г., като целият този период се определя като изключително важен за развитието на ПР, а влиянието му се усеща и днес.
Последните две десетилетия на 19 век се свързват с поставянето на началото на днешната ПР практика. Това е века на бързото развитие на железниците, индустрията и услугите след Гражданската война. През емблематичните години между 1875 и 1900 г., или т.нар. „25 години без дъх“, Америка удвоява своето население, като събира повечето хора в градовете, започва ерата на масово производство, ръчният труд е заменен с машинен, страната е опасана от железопътни и телеграфни линии, развиват се вестниците и списанията като средства за масова комуникация.
Първият корпоративен отдел по ПР се създава през 1889 г. от Джордж Уестингхаус, който е собственик на компания произвеждаща променлив електрически ток. Томас Едисон е собственик на първата подобна компания, „Едисон дженеръл електрик“, която използва прав електрически ток. Така възниква борбата между двете компании, днес по-известна като електрическата битка като Едисон започва масирана кампания срещу системата на Уестингхаус.

## 20 век: Еволюцията на ПР
Развитието на ПР през 20 век може да се илюстрира в 6 основни периода:
1. Ерата на зараждането 1900 – 1916 г. – политическите промени свързани с Теодор Рузвелт и Удроу Уилсън както и нападките на журналистите пораждат потребността от защита като се прилагат ПР методи и техники.
2. Първата световна война 1917 – 1918 г. – година преминала от демонстрации на сила през организиране на промоции до вдъхновяващ патриотизъм, от продажба на военни бонове и набиране на войници до набиране на милиони долари в името на благоденствието.
3. Бумът през 1919 – 1929 г. – опитът по публичност от войната се прилага за промоции на стоки, получаване на подкрепа за промени, спечелване на политически битки и набиране на милиони за благотворителност.
4. Ерата на Рузвелт и Втората световна война 1930-1945 г. – две изключително големи събития, които оказват влияние върху развитието на ПР.
5. Следвоенната ера, 1946 – 1964 г. – преходен период от военно ориентирана икономика към постиндустриална, насочена към услугите и става водеща в свободния свят. Това е периодът на утвърждаване на ПР, създават се големи професионални организации, започва обучение по ПР, а телевизията се налага като могъщо средство на комуникация.
6. Години на протести и извоюване на права 1965 – 1985 г. – протести, расова и полова дискриминация, войната във Виетнам.
7. Дигиталната епоха и глобализацията 1986 до днес – ролята и напредъка на технологиите, непрекъснатият и нарастващ брой на каналите за комуникация, глобалната икономика довела до глобалната конкуренция, мигновената комуникация и тероризма.